# Jardín Botánico de la Universidad Estatal de Tomsk
Jardín Botánico de la Universidad Estatal de Tomsk también denominado como Jardín Botánico de Siberia (en ruso : Сибирский ботанический сад. Es un jardín botánico de 10 hectáreas de extensión en el Campus de la Universidad Estatal de Tomsk y arboreto de ecosistemas dendrológicos de 116.5 hectáreas en las cercanías, ambos dependientes de la "Universidad Estatal de Tomsk" en la ciudad de Tomsk, Rusia. Es miembro del BGCI, y su código de reconocimiento internacional como institución botánica, así como las siglas de su herbario es TK.

## Localización
Tomsk State University Botanic Garden Leninskii Prospect 36, 36634010 Tomsk, Russian Federation-Rusia.56°27′59″N 84°56′45″E / 56.46639, 84.94583

## Historia
El Jardín Botánico de Siberia es el primer jardín botánico de Rusia en Los Urales, fue fundado en 1885 por el botánico Porfiri Nikitich Krylov.
En 1875, el gobernador de Tomsk recibió una instrucción de la Dirección Principal de Siberia Occidental para la gestión de instituciones educativas civiles para seleccionar un sitio para la construcción de la Universidad de Siberia y la necesidad de asignar un sitio para un jardín botánico universitario. En el verano de 1880, V. M. Florinsky y el jardinero M. A. Shestakov planearon el territorio al sur del edificio principal de la universidad, delinearon áreas para invernaderos, viveros y otros edificios. En 1884-1885, se construyeron invernaderos con invernaderos de acuerdo con el proyecto de P.P. Naranovich.
El 12 de mayo de 1885, Porfiri Nikitich Krylov. fue nombrado jardinero científico de la Universidad de Siberia, llegó de la Universidad de Kazán a Tomsk ; entregó 60 especies de plantas, en su mayoría cultivos de flores de corta duración. Hasta ahora, han sobrevivido cinco ejemplares de 130-135 años de las especies más valiosas: araucaria de Bidville , palmera hovea de Forster , ficus de enraizamiento y otros.
Cuando la apertura de la universidad (1888), el jardín estaba ubicado en un área de 1.2 hectáreas, tenía un invernadero con un área de 473 m², 4 metros de altura con 3 ramas - tropical y dos subtropicales, un invernadero a dos aguas con una superficie de 93 m². En campo abierto se encuentra una colección de plantas medicinales, leñosas, arbustivas y herbáceas.
Los primeros líderes del jardín fueron: profesores: S. I. Korzhinsky (1888-1892), E. G. Salishchev (1893), V. V. Sapozhnikov (1893-1924), P. N. Krylov (1924-1928), B. K. Shishkin (1930).
En 1935 se le otorgó al huerto un área de 67,4 hectáreas para una finca experimental, en 1936 se amplió a 90 hectáreas. El 1 de enero de 1945, el jardín recibió el estatus de institución científica independiente en TSU, a fines de la década de 1960 se le asignó la categoría II.
De junio de 1938 a 1949, Agniya Deomidovna Beikina fue directora del Jardín Botánico TSU.
El profesor V.A.Moryakina fue director del Jardín Botánico de Siberia desde 1969 hasta abril de 2008. Durante este período, las fuerzas de spetsstroypodrazdeleny Minsredmash URSS (Trust " Himstroy " Siberian Chemical Plant ) se construyó una altura de invernadero tropical de 15 m (1971-1973), hecha completamente de estructuras metálicas y complejo subtropical (1985-1988) con invernaderos altos ( 31 m). Moryakina fue el iniciador y coautor de la idea de diseño de crear invernaderos para microclimas tropicales y subtropicales en condiciones del norte, fue miembro del grupo de diseño. Las fotos de este complejo único se presentan en la exposición fotográfica departamental del Ministerio de Construcción de Máquinas Medianas en la calle Aerodromnaya en San Petersburgo .
En 1980, los recursos vegetales del jardín consistían en 2.767 especies, formas y variedades de cultivo en invernadero y en invernadero. En los invernaderos había más de 10,000 ejemplares de plantas tropicales y subtropicales, el plátano paraíso alcanzó los 10 metros de altura, la araucaria de Bidville - 14 metros.
El Jardín Botánico en la actualidad es una división de la "Universidad Estatal de Tomsk". En el 2004, el jardín fue declarado área protegida de importancia regional.

## Colecciones
En los invernaderos del jardín junto con el espacio al aire libre de plantas de exterior cultivan más de 6.000 especies (de las que 2000 especies son plantas tropicales y subtropicales). 
Entre sus secciones son de destacar :
- El Invernadero central tiene una altura de 31 metros,
- Árboles ornamentales y arbustos,
- Plantas de bayas,
- Cultivos agrícolas,
- Hierbas,
- Plantas medicinales,
- Cereales,
- Plantas raras y amenazadas

Entre los géneros con un mayor número de especies Callistephus, Ribes, Rubus, Fragaria.